# Pier-André Côté
Pier-André Côté, né le 24 avril 1997 à Gaspé (Québec), est un coureur cycliste canadien.

## Palmarès et résultats

### Palmarès sur route
- 2014
  -  Champion de Canada du contre-la-montre juniors
- 2015
  - 1re étape de la Killington Stage Race
  - 5e étape du Tour de l'Abitibi
  - 2e étape de la Green Mountain Stage Race juniors
  - 3e du championnat du Canada du contre-la-montre juniors
  - 3e du championnat du Canada sur route juniors
  - 3e du championnat du Canada du critérium juniors
- 2016
  - 4e étape de la Green Mountain Stage Race
  - 2e du Tour of the Battenkill
- 2017
  -  Champion du Canada du critérium
  -  Médaillé d'or de la course en ligne aux Jeux du Canada
  -  Médaillé d'or du critérium aux Jeux du Canada
  - 1re étape du Grand Prix de Charlevoix
  - 2e du championnat du Canada sur route espoirs
  -  Médaillé d'argent du contre-la-montre aux Jeux du Canada
  - 3e du championnat du Canada sur route
- 2018
  - 1re et 5e étapes du Tour de Beauce
  - 2e du championnat du Canada du critérium espoirs
  - 3e du championnat du Canada du critérium
- 2019
  - Killington Stage Race :
    - Classement général
    - 2e étape

  - Grand Prix Le Nordet
  - 2e, 3e et 4e étapes du Grand Prix cycliste de Saguenay
- 2022
  -  Champion du Canada sur route
  - Champion du Québec du contre-la-montre
  - Champion du Québec du critérium
  - Grand Prix Criquielion
  - 2e (contre-la-montre) et 3e étapes du Grand Prix de Charlevoix
  - 3e du Grand Prix de Charlevoix
  - 3e du championnat du Canada du contre-la-montre
- 2023
  -  Champion panaméricain sur route
  - Grand Prix de Charlevoix :
    - Classement général
    - 2e étape (contre-la-montre)
- 2024
  -  Champion du Canada du contre-la-montre
  - 2e du championnat du Canada sur route
- 2025
  - 3e du championnat du Canada du contre-la-montre

### Classements mondiaux
| Année                                 | 2017  | 2018  | 2019  | 2020  | 2021 | 2022 | 2023 | 2024 |
| ------------------------------------- | ----- | ----- | ----- | ----- | ---- | ---- | ---- | ---- |
| Classement mondial                    | 1230e | 1441e | 1309e | 1497e | 446e | 315e | 248e | 238e |
| UCI America Tour                      | 100e  | 142e  | 181e  | 137e  | 40e  | 26e  | 22e  | 27e  |
|                                       |       |       |       |       |      |      |      |      |
| Légende : nc = non classéSource : UCI |       |       |       |       |      |      |      |      |

### Palmarès sur piste
- 2018
  - 3e du championnat du Canada de poursuite par équipes